# Portugees-Israëlietische Synagoge

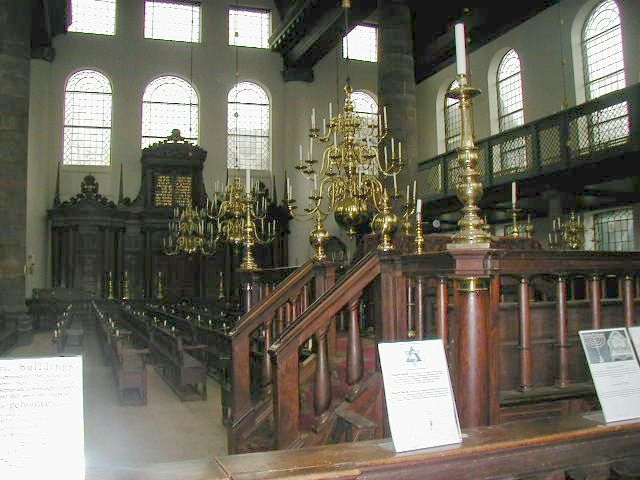
Interieur van de synagoge

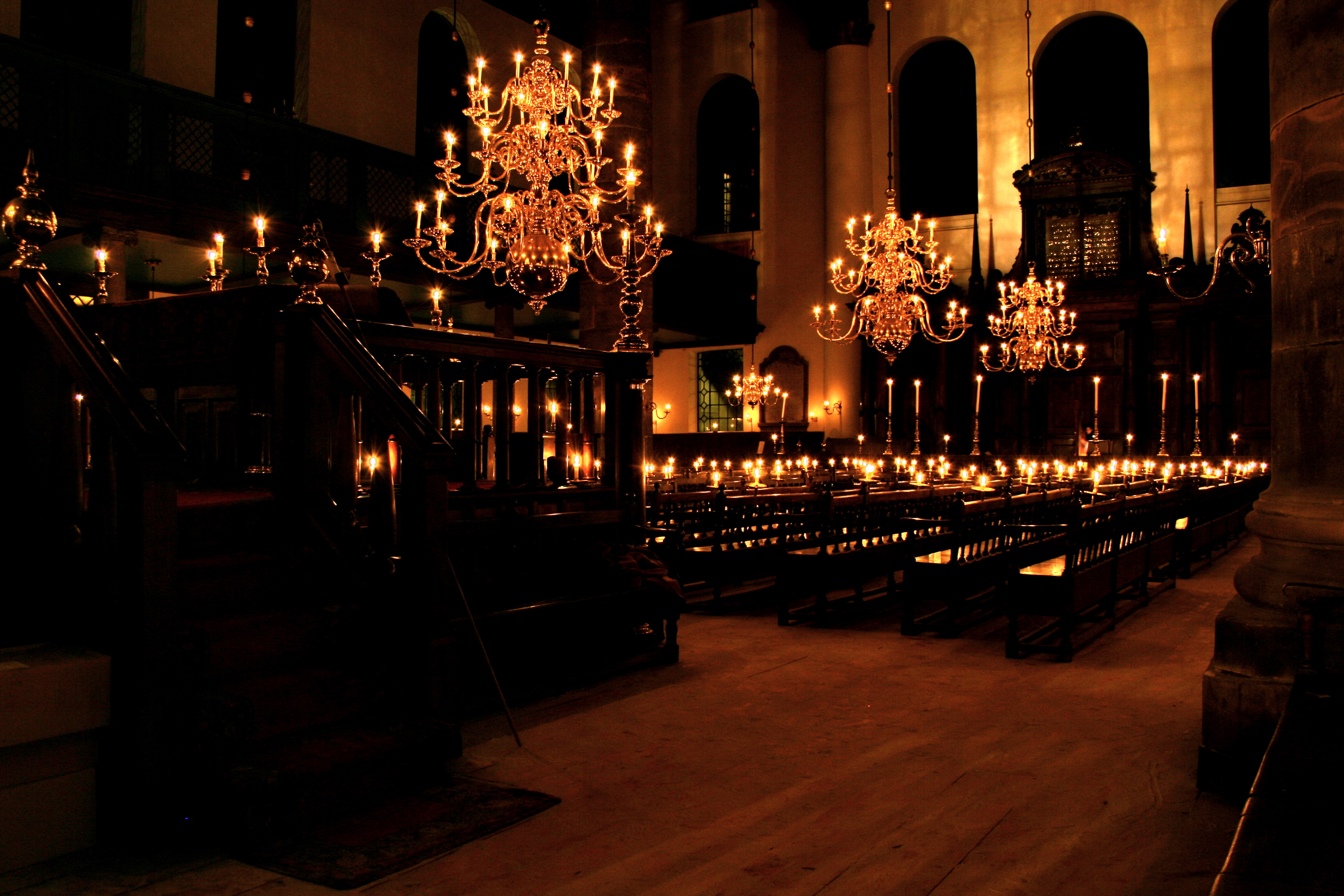
Het interieur, verlicht door kaarsen

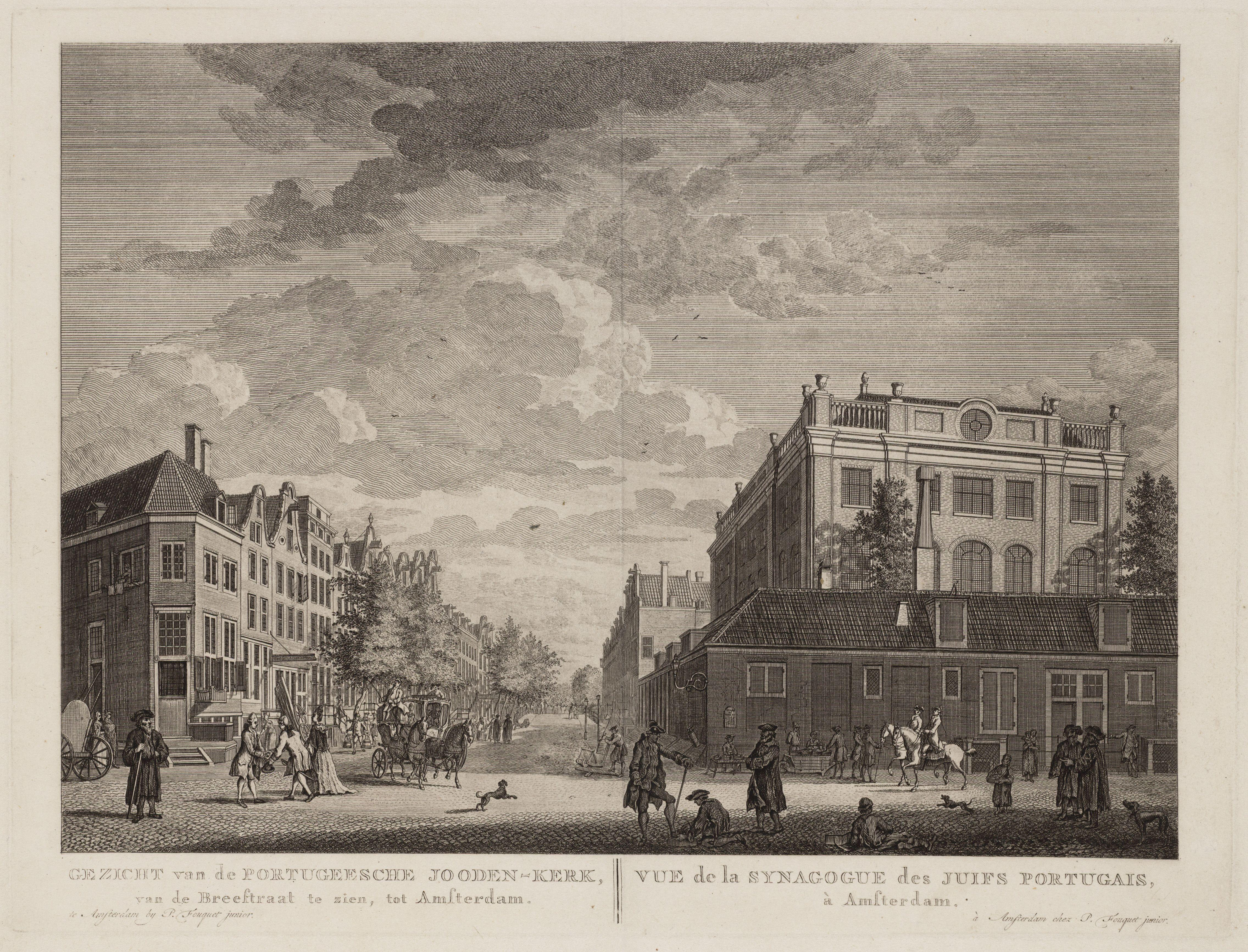
Synagoge gezien vanuit de Jodenbreestraat, op een gravure uit de Fouquet-Atlas (1760-1783). Foto: bma.amsterdam.nl.

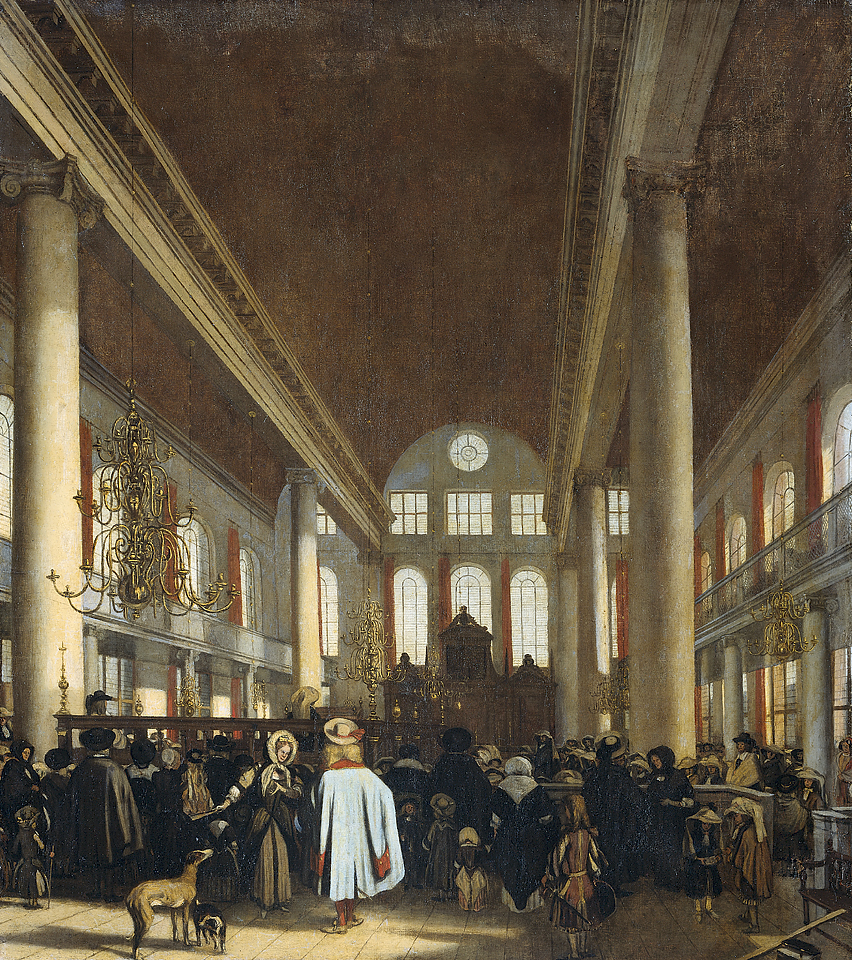
Interieur van de Portugese synagoge te Amsterdam, 1680, Emanuel de Witte, collectie Rijksmuseum, Amsterdam.

De Portugees-Israëlietische Synagoge van Amsterdam, ook wel Esnoga (Hebreeuws: אסנוגה) of kortweg Snoge genoemd, is een synagoge uit de 17e eeuw die gebouwd werd door de Sefardische Joden. De synagoge ligt aan het Mr. Visserplein en het Jonas Daniël Meijerplein in de voormalige Jodenbuurt van Amsterdam. Toen het gebouwd werd, was het de grootste synagoge ter wereld. De synagoge wordt gebruikt voor erediensten door de in 1639 opgerichte Portugees-Israëlietische Gemeente. 
De Snoge is onderdeel van een groot synagogencomplex. Slechts de Portugees-Israëlietische Synagoge vervult nog haar oorspronkelijke functie. De Grote Sjoel vormt tegenwoordig samen met de Obbene Sjoel (1685), de Dritt Sjoel (1700) en de Neie Sjoel (1750/1752) het Joods Museum. Het interieur van de Portugees-Israëlietische Synagoge is in tegenstelling tot dat van de Hoogduitse synagogen bewaard gebleven, inclusief de koperen kaarsenkronen en -houders, en dateert nog geheel uit de bouwtijd, wat buitengewoon zeldzaam is.
De synagoge heeft in opzet en ruimtelijke indeling onder meer als voorbeeld gediend voor de Mikvé Israël-Emanuelsynagoge in Willemstad op Curaçao en de Tzedek ve-Shalom-synagoge in Paramaribo.

## Beschrijving
De synagoge staat aan een voorplein omgeven door lage dienstgebouwen, die de synagoge en voorplein aan drie zijden omvatten. Deze aanleg, maar ook de vorm van het gebouw zelf, refereert aan de Tempel van Salomo in Jeruzalem, waarvan in Amsterdam een door rabbijn Jacob Juda Leon in 1641 vervaardigd houten model bestond. Een replica van het model is te zien in het Bijbels Museum. Het model van Leon was gebaseerd op de reconstructie van de Spaanse jezuïeten Juan Bautista Villalpando en Hieronymo Prado.
De sobere classicistische bouwtrant, bekend als de "strakke stijl", is vergelijkbaar met die van protestantse kerken uit deze periode. De gevels hebben aan alle zijden een iets vooruitspringende middenpartij van drie vensterassen. Boven en onder de rondboogvensters bevinden zich lage, rechthoekige vensters. De bovenste suggereren een klassieke "mezzanino" (halve verdieping). De daken van het rechthoekige gebouw gaan deels schuil achter een balustrade, hetgeen het massieve blokvormige karakter van het gebouw (36 x 28 x 19.5 m) nog versterkt. De middenrisalieten en de uiteinden van de gevels zijn versierd met kolossale pilasters, die naar beneden uitzwenken.
Aan de achterzijde van de synagoge werd dit motief nader uitgewerkt in de vorm van sterk uitzwenkende steunberen, overigens een latere toevoeging aan het gebouw (vermoedelijk 1773/74). Deze steunberen refereren duidelijk aan het tempelmodel van Leon.

## Ets Haim
In de dienstgebouwen is het seminarium Ets Haim ("Boom des Levens") ondergebracht. Ets Haim werd opgericht in 1616 en werd hier na het voltooien van de bouw van de Snoge gevestigd. Sinds de restauratie van 1953-1959 doet het auditorium van het seminarium dienst als wintersynagoge (de Snoge wordt niet verwarmd, net als in de 17e eeuw).
In Ets Haim bevindt zich de bibliotheek Livraria Montezinos. Deze wordt gezien als een van de belangrijkste Joodse bibliotheken ter wereld en werelderfgoed. Manuscripten uit de collectie zijn online te raadplegen.

## Geschiedenis
De eerste Joden die zich sinds het einde van de 16e eeuw in Amsterdam vestigden, kwamen uit Spanje en Portugal. Aanvankelijk mochten deze Sefardim niet in het openbaar hun godsdienst belijden. In 1639 bouwden de Portugese Joden aan de Houtgracht (het huidige Waterlooplein) voor het eerst een synagoge die vanaf de straat duidelijk zichtbaar was, waarmee een einde kwam aan de periode van onzichtbare huissynagogen. Het zal zeker een rol hebben gespeeld dat de Portugese Joden met hun handelscontacten met de landen rond de Middellandse Zee een belangrijke bijdrage leverden aan de Amsterdamse Gouden Eeuw. De van oorsprong drie Portugese Gemeenten bundelden in 1639 hun krachten en verenigden zich in de Portugees-Israëlietische Gemeente Talmud Torah.
In de tweede helft van de 17e eeuw werd de Joden toegestaan synagogen te bouwen op markante plaatsen (terwijl tegelijkertijd de katholieken nog verboden werd kerken te bouwen die vanaf de straat als zodanig herkenbaar waren; zie bijvoorbeeld Onze-Lieve-Heer-op-Zolder uit 1661-1663). De Portugees-Israëlitische Synagoge werd gebouwd op de plaats waar tot de stadsuitbreiding van 1663 de Tweede "Sint Antoniespoort" stond aan de Sint Antoniesdijk. De synagoge kreeg geen begraafplaats in de directe nabijheid; als begraafplaats diende Beth Haim te Ouderkerk aan de Amstel.
Het ontwerp was van de hand van Elias Bouman, die als aannemer had opgetreden bij de bouw van de Grote Sjoel (1670/71) van de Hoogduitse gemeente op het Jonas Daniël Meijerplein, er vlak naast (toegeschreven aan stadsbouwmeester Daniël Stalpaert). Het rampjaar (1672) en een zware orkaan vertraagden de bouw, zodat pas op 10 Av 5435 (2 augustus 1675) de inwijdingsplechtigheden plaatsvonden, die in navolging van de tempelwijding in Jeruzalem acht dagen duurde.

### Restauratie
De staat van het dak van de Synagoge was in 1978 aanleiding voor de in 1993 voltooide restauratie. Mede door de bouw van de langs de Synagoge lopende verkeerstunnel was het gebouw enigszins verzakt. De gevels, muurankers, kapconstructie, etc. werden constructief hersteld. De in 1853 aangebrachte rechthoekige gietijzeren ramen verkeerden nog in redelijk goede staat, maar de grote uit vier losse elementen opgebouwde boogramen waren door roestvorming kapotgedrukt.
Deze boogvensters zijn hersteld en de geroeste onderdelen waarmee zij waren vastgezet, zijn vervangen door roestvrij materiaal. In overleg met het Bureau Monumentenzorg werden in het interieur de oorspronkelijke kleuren teruggebracht. Het meubilair, waaronder de hechal (waar de thorarol wordt bewaard) en de teba (de plaats waar de chazan staat), werd gerepareerd en schoongemaakt. Ook de gebouwen rond de Snoge werden grondig opgeknapt. De buitengevels zijn schoongemaakt en de daaromheen staande hekken gerepareerd. De 17e-eeuwse binnenplaats kreeg haar typisch 17e-eeuwse allure terug na de sloop van een daar staande vervallen houten Cabane (loofhut).
De restauratie heeft circa 8,5 miljoen gulden gekost. Hiervan betaalde de overheid ongeveer 3,8 miljoen gulden terwijl de rest door de Stichting Vrienden van de Portugees Israëlitische Synagoge werd ingezameld bij particulieren en instellingen die onder andere circa 20.000 laat-17e-eeuwse dakpannen adopteerden.
In januari 2010 startte een nieuwe restauratie, die de Esnoga ook toegankelijker moest maken voor een groter publiek.
Op 20 december 2011 was Koningin Beatrix aanwezig bij de feestelijke heropening.

## Wetenswaardigheden
- De Hoogduitse en Portugese synagoge is venster nummer 19 van de Canon van Amsterdam.